# Platymantis lawtoni
Platymantis lawtoni är en groddjursart som beskrevs av Brown och Angel C. Alcala 1974. Platymantis lawtoni ingår i släktet Platymantis och familjen Ceratobatrachidae. IUCN kategoriserar arten globalt som starkt hotad. Inga underarter finns listade i Catalogue of Life.